# ТЕС Badak LNG
0°6′8″ пн. ш. 117°27′54″ сх. д. / 0.10222° пн. ш. 117.46500° сх. д.
ТЕС Badak LNG – теплова електростанція у Бонтанзі на сході індонезійського острова Калімантан, яка належить до комплексу заводу зі зрідження природного газу Badak LNG. 
З 1977 по 1999 роки в Бонтанзі стали до ладу 8 ліній заводу зі зрідження газу. Для забезпечення їх роботи у складі комплексу наявні власні генеруючі потужності, які станом на середину 2010-х нараховували 13 турбін потужністю по 12,5 МВт та 1 установку на основі двигуна внутрішнього згоряння з показником 5 МВт: 
- 3 парові турбіни зі станційними номерами PG-2, PG-3 та PG-4 у взаємодії з лініями А та В (можливо відзначити, що ці лінії пройшли модернізацію на початку 2000-х);
- 3 парові турбіни зі станційними номерами PG-5, PG-6 та PG-8 у взаємодії з лініями C та D (ці лінії також пройшли модернізацію на початку 2000-х);
- 3 парові турбіни зі станційними номерами PG-9, PG-11 та PG-12 та 1 установка з ДВЗ у взаємодії з лініями E та F;
- 3 парові турбіни зі станційними номерами PG-10, PG-13 та PG-14 та 1 газова турбіна з номером GT-15 у взаємодії з лініями G та H.
Природний газ для роботи заводу та ТЕС отримують за допомогою трубопровідної системи Бадак – Бонтанг.